# Justus Hagman
Carl Justus Hagman, född 14 februari 1859 i Solna socken, död 28 februari 1936 i Stockholm, var en svensk skådespelare.
Hagman var yngst av fyra barn till slottssnickaren vid Ulriksdals slott, Erik Hagman och hans hustru Christina Catharina Widman. Han scendebuterade 1876 och filmdebuterade 1913 i Victor Sjöströms Miraklet. Han kom att medverka i drygt 30 filmer fram till och med 1935. Sonen Paul Hagman blev också skådespelare.
Hagman var 1882–1885 anställd vid Svenska Teatern i Helsingfors, 1885–1890 vid Stora Teatern, Göteborg, 1891–1893 vid Vasateatern, 1893–1897 vid Albert Ranfts teatrar i Stockholm och Göteborg, 1897–1899 vid Södra teatern, 1899–1901 vid Dramatiska teatern, 1901–1912 och periodiskt från 1913 vid Ranfts teatrar i Stockholm och landsorten, och verkade då även som regissör, samt var 1912–1913 direktör för Lilla teatern i Stockholm.
Bland hans roller märks narren i Trettondagsafton, Don Cesar de Bazano, Fagin i Oliver Twist, gamle Kampe i Det nya systemet, Didrik i Ljungby horn och Lutz i Gamla Heidelberg.

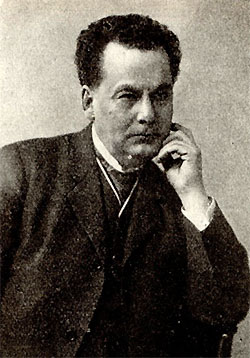
Justus Hagman

Justus Hagman ligger begravd på Norra begravningsplatsen i Stockholm. Han gravsattes den 23 maj 1936.

## Filmografi
- 1913 – Miraklet
- 1913 – Gränsfolken
- 1913 – Löjen och tårar
- 1914 – Kammarjunkaren
- 1914 – Prästen
- 1918 – Nattliga toner
- 1918 – Mästerkatten i stövlar
- 1918 – Fyrvaktarens dotter
- 1919 – Synnöve Solbakken
- 1920 – Gyurkovicsarna
- 1920 – Thora van Deken
- 1921 – En lyckoriddare
- 1922 – Kärlekens ögon
- 1923 – Mälarpirater
- 1924 – Grevarna på Svansta
- 1924 – Halta Lena och vindögda Per
- 1925 – Ingmarsarvet
- 1925 – Damen med kameliorna
- 1925 – Två konungar
- 1925 – Karl XII
- 1926 – Hon, den enda
- 1928 – Gustaf Wasa del II
- 1928 – Synd
- 1929 – Säg det i toner
- 1931 – Brokiga Blad
- 1931 – Hans Majestät får vänta
- 1932 – Kärlek och kassabrist
- 1933 – Vad veta väl männen
- 1934 – Synnöve Solbakken
- 1935 – Flickornas Alfred

## Teater

### Roller (ej komplett)
| År   | Roll                                    | Produktion                                                         | Regi            | Teater                      |
| ---- | --------------------------------------- | ------------------------------------------------------------------ | --------------- | --------------------------- |
| 1877 | Thorolf                                 | Kämparne på Helgeland Henrik Ibsen                                 | August Lindberg | Elfforska sällskapet        |
| 1887 | Nepomuk                                 | Storhertiginnan av Gerolstein Jacques Offenbach                    |                 | Vasateatern                 |
| 1887 | Don Carlos                              | Don Cesar Rudolf Dellinger                                         | Emil Linden     | Vasateatern                 |
| 1888 | Paris                                   | Sköna Helena Jacques Offenbach, Henri Meilhac och Ludovic Halévy   |                 | Vasateatern                 |
| 1889 | Åke Hjelm                               | Ett köpmanshus i skärgården Frans Hedberg                          | Albert Ranft    | Stora Teatern, Göteborg     |
| 1892 | Doktor Fransen                          | Ett silverbröllop Emma Gad                                         |                 | Djurgårdsteatern            |
| 1893 |                                         | Hector Gustav von Moser                                            |                 | Vasateatern                 |
| 1893 |                                         | En soirée i Kåkbrinken Jacques Offenbach och M. de St Rémy         |                 | Vasateatern                 |
| 1893 | Leksakshandlaren                        | Dockféen Josef Bayer                                               |                 | Vasateatern                 |
| 1893 | Pessonois                               | Picardan är hemma Alexandre Bisson                                 |                 | Djurgårdsteatern            |
| 1893 | Fin-de-Siècle                           | Spökerierna på slottet, revy Eric Sandberg                         |                 | Djurgårdsteatern            |
| 1893 | Didrik                                  | Ljungby horn Frans Hedberg                                         |                 | Stora Teatern, Göteborg     |
| 1894 | En bussig                               | På Helgeandsholmen, revy Eric Sandberg                             |                 | Djurgårdsteatern            |
| 1894 | Didrik                                  | Ljungby horn Frans Hedberg                                         |                 | Djurgårdsteatern            |
| 1896 | General Irrigua                         | Fernands giftermål Georges Feydeau                                 |                 | Vasateatern                 |
| 1896 | Vaneuse                                 | Den kritiska åldern Jules Lemaître                                 |                 | Vasateatern                 |
| 1896 |                                         | En treflig betjent Clairville och Octave Gastineau                 |                 | Vasateatern                 |
| 1896 | Bergmarck                               | Det stora förslaget Pehr Staaf                                     |                 | Vasateatern                 |
| 1896 | Engelbrecht på Kettilbo                 | Med Sveriges allmoge Hugo Fröding                                  |                 | Arenateatern                |
| 1897 | Haug, fabrikör                          | Ungdomslek Frederik Leth Hansen                                    |                 | Vasateatern                 |
| 1898 | Katana                                  | Geishan Sidney Jones, Owen Hall och Harry Greenbank                |                 | Vasateatern                 |
| 1899 | Chiendent, kringresande kvacksalvare    | Rocamboles arvingar Charles Varin                                  |                 | Södra Teatern               |
| 1899 | Per noblen En äkta arab                 | Den stora sträjken, revy                                           |                 | Södra Teatern               |
| 1900 | Montague                                | Romeo och Julia William Shakespeare                                |                 | Dramatiska Teatern          |
| 1900 | Tillys överste                          | Vid Breitenfeld Karl Alfred Melin                                  |                 | Dramatiska Teatern          |
| 1900 | Narren                                  | Trettondagsafton William Shakespeare                               |                 | Dramatiska Teatern          |
| 1900 | Olivier-le-Daim                         | Gringoire Théodore de Banville                                     |                 | Dramatiska Teatern          |
| 1900 | Malardet                                | Zaza Pierre Berton och Charles Simon                               |                 | Dramatiska Teatern          |
| 1901 | Virot                                   | Sällskap där man har tråkigt Édouard Pailleron                     |                 | Kungliga Dramatiska Teatern |
| 1902 | Professor Moriarty, förbrytarnes konung | Sherlock Holmes Walter Christmas                                   |                 | Svenska teatern, Stockholm  |
| 1905 | Väpnaren                                | Bröllopet på Ulfåsa Frans Hedberg                                  |                 | Svenska teatern, Stockholm  |
| 1905 |                                         | En sportidiot Kurt Kraatz                                          |                 | Djurgårdsteatern            |
| 1905 |                                         | Den stora hemligheten Pierre Wolff                                 |                 | Södra Teatern               |
| 1906 | Tartinois                               | Fruarna Montanbrèche Clairville och Victor Bernard                 |                 | Svenska teatern, Stockholm  |
| 1906 | Gunnar Rask                             | Hin och smålänningen Frans Hedberg                                 |                 | Östermalmsteatern           |
| 1906 | Bill Sykes                              | Oliver Twist Charles Dickens                                       |                 | Östermalmsteatern           |
| 1907 | Den gamle i tornet                      | Lycko-Pers resa August Strindberg                                  | Justus Hagman   | Östermalmsteatern           |
| 1907 |                                         | På havets botten Ferdinand Dugué                                   | Justus Hagman   | Östermalmsteatern           |
| 1907 | Kapellpredikanten                       | Ett köpmanshus i skärgården Emilie Flygare-Carlén                  |                 | Östermalmsteatern           |
| 1907 | Joseph Lesurques Dubosc                 | Postrånet Eugène Moreau, Paul Siraudin och Alfred Delacour         | Justus Hagman   | Östermalmsteatern           |
| 1907 |                                         | Samvetets mask Ludwig Anzengruber                                  |                 | Östermalmsteatern           |
| 1908 |                                         | Har ni något att förtulla? Maurice Hennequin                       |                 | Vasateatern                 |
| 1908 | Ole Rass                                | Strandbyfolk Holger Drachmann                                      |                 | Östermalmsteatern           |
| 1908 | Olof Claesson                           | Daniel Hjort Josef Julius Wecksell                                 |                 | Östermalmsteatern           |
| 1908 | Byggmästaren                            | En smålänning, eller Sin egen lyckas smed Algot Sandberg           |                 | Östermalmsteatern           |
| 1909 |                                         | Fröken Sherlock Holmes Alfred Grünwald och Julius Brammer          |                 | Östermalmsteatern           |
| 1909 |                                         | Bröderna Hansen Edgard Høyer                                       | Peter Fjelstrup | Östermalmsteatern           |
| 1909 |                                         | Det kära barnet Arthur Wing Pinero                                 |                 | Östermalmsteatern           |
| 1911 | Översten                                | Krigarliv, revy Emil Norlander                                     | Justus Hagman   | Kristallsalongen            |
| 1912 | Mathieu                                 | Spökhotellet Georges Feydeau och Maurice Desvallieres              | Albert Ranft    | Vasateatern                 |
| 1915 | Leon Blondeau                           | En fiffikus Paul Frank                                             | Justus Hagman   | Vasateatern                 |
| 1915 | Jones                                   | Kärleken segrar Charles Klein                                      | Justus Hagman   | Vasateatern                 |
| 1923 |                                         | Ebberöds bank Axel Breidahl och Axel Frische                       | Sigurd Wallén   | Södra Teatern               |
| 1924 |                                         | På hal is Franz Arnold och Ernst Bach                              | Knut Nyblom     | Vasateatern                 |
| 1924 | Bouquet des Ifs                         | Borgmästarinnan (La presidente) Maurice Hennequin och Pierre Veber | Albert Ranft    | Vasateatern                 |
| 1926 | Direktör Dubois                         | Dagens hjälte Carlo Keil-Möller                                    | Rune Carlsten   | Södra Teatern               |
| 1926 |                                         | Kopparbröllop Svend Rindom                                         | Oskar Textorius | Södra Teatern               |
| 1927 | Michael                                 | Dibbuk - Mellan tvenne världar S. Ansky                            | Robert Atkins   | Oscarsteatern               |
| 1927 |                                         | Gamla Heidelberg Wilhelm Meyer-Förster                             |                 | Oscarsteatern               |
| 1928 | De Geer Bokhandlaren Holmberg           | Gustaf III August Strindberg                                       | Rune Carlsten   | Oscarsteatern               |
| 1928 |                                         | Österlunds Hanna Frans Hedberg                                     | Hjalmar Peters  | Tantolundens friluftsteater |
| 1929 | Dr John Wilson                          | Vid 37de gatan Elmer Rice                                          | Svend Gade      | Oscarsteatern               |

### Regi (ej komplett)
| År   | Produktion                                                    | Upphovsmän                                       | Teater            |
| ---- | ------------------------------------------------------------- | ------------------------------------------------ | ----------------- |
| 1907 | Fänrik Ståls sägner                                           | Johan Ludvig Runeberg                            | Östermalmsteatern |
| 1907 | Lycko-Pers resa                                               | August Strindberg                                | Östermalmsteatern |
| 1907 | På havets botten Un drame au fond de la mer                   | Ferdinand Dugué Översättning Bertha Straube      | Östermalmsteatern |
| 1907 | Larssons dotter                                               | Selfrid Kinmansson                               | Östermalmsteatern |
| 1907 | Postrånet Le Courrier de Lyon, ou l'Attaque de la malle-poste | Eugène Moreau, Paul Siraudin och Alfred Delacour | Östermalmsteatern |
| 1911 | Krigarliv, revy                                               | Emil Norlander                                   | Kristallsalongen  |
| 1914 | Den glada papegojan                                           | Heinz Lewin                                      | Djurgårdsteatern  |
| 1915 | Kvinnorövaren Le satyr                                        | Georges Berr                                     | Djurgårdsteatern  |
| 1915 | En fiffikus                                                   | Paul Frank                                       | Vasateatern       |
| 1915 | Kärleken segrar                                               | Charles Klein                                    | Vasateatern       |
| 1916 | Stormfågeln Under cover                                       | Roi Cooper Megrue                                | Oscarsteatern     |
| 1916 | Den gamle musikern                                            | Willy Norrie                                     | Oscarsteatern     |
| 1916 | Fröken Renées kärleksäventyr                                  | Catulle Burrez                                   | Djurgårdsteatern  |

## Bilder

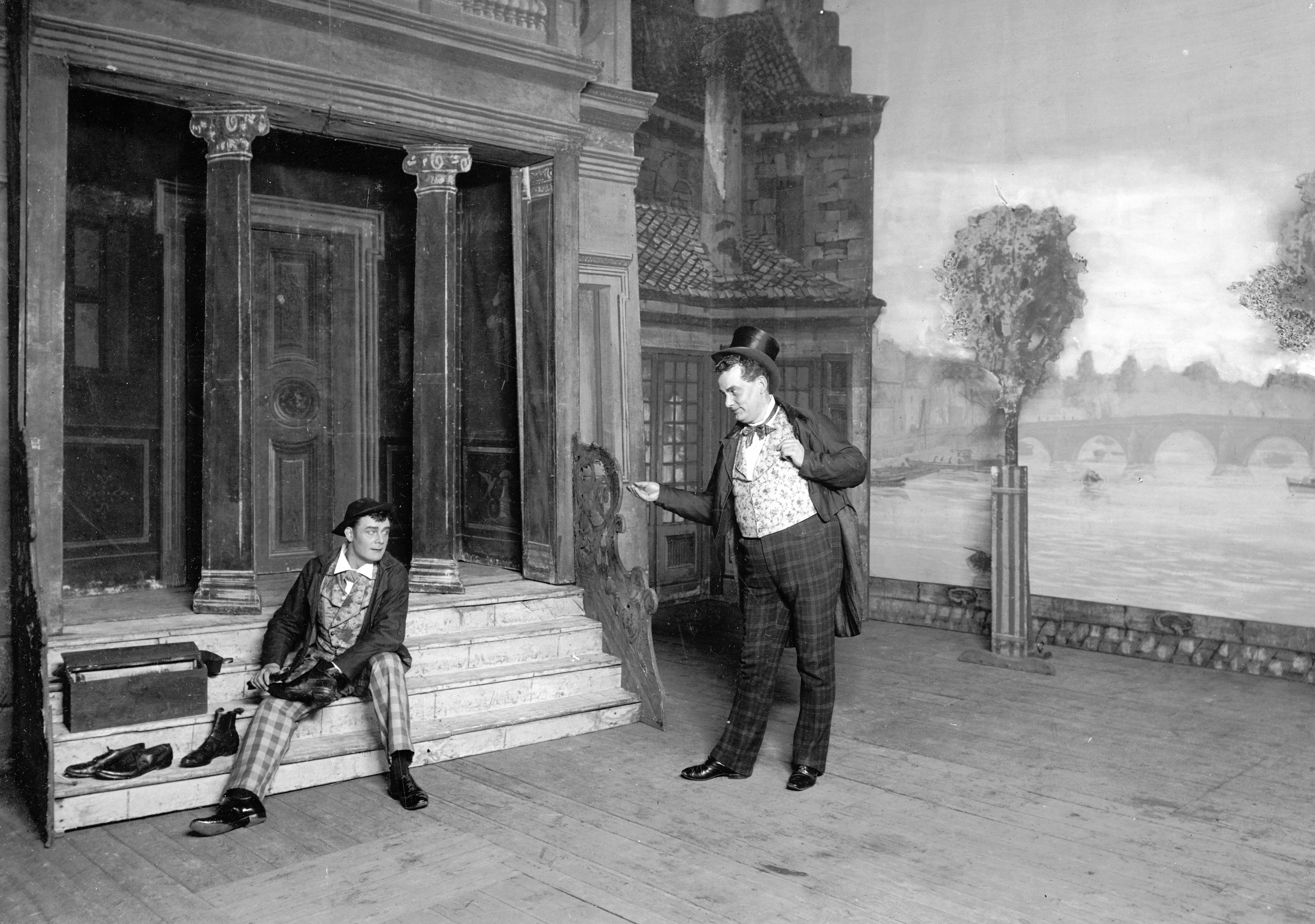
Erland Wagner som Rocambole och Hagman som Chiendent i Rocamboles arvingar på Södra Teatern, 1899.